# Babefphite
La babefphite è un minerale.